# Kings Go Forth
Kings Go Forth is een film uit 1958 onder regie van Delmer Daves met in de hoofdrollen Frank Sinatra, Tony Curtis en Natalie Wood.
De film is gebaseerd op het gelijknamige boek van Joe David Brown uit 1956. Brown was een journalist en werkte voor de New York Daily News toen hij in 1942 dienst nam in het Amerikaanse leger. Hij werd parachutist en landde in Normandië op 6 juni 1944. Hij onderscheidde zich door zijn grote moed en werd tijdens de campagne in Normandië bevorderd tot tweede luitenant. Hij raakte gewond en werd onderscheiden met een Purple Heart. Later ontving hij een Croix de Guerre. "Kings Go Forth" is gebaseerd op zijn oorlogservaringen.
De film draait rond twee Amerikaanse soldaten die tijdens de Tweede Wereldoorlog verliefd worden op hetzelfde meisje. Omdat het meisje een zwarte vader heeft, speelt racisme een grote rol in de film. "Kings Go Forth" was een bescheiden succes in de bioscopen en kreeg milde kritieken.

## Verhaal
Nadat de Amerikanen op 15 augustus 1944 in het kader van Operatie Dragoon zijn geland in het zuiden van Frankrijk, verdrijven ze Duitse troepen uit het bergachtige gebied bij de Alpen. Een van de deelnemende soldaten is de jonge radiotelegrafist korporaal Britt Harris, die wordt geplaatst bij het peloton van de luitenant Sam Loggins. Loggins lijdt aan oorlogsmoeheid en heeft weinig op met zijn korporaal die heeft geprobeerd door omkoping onder de dienst uit te komen. Maar Harris heeft ook een andere kant. Als het peloton komt vast te zitten in boomgaard die vol zit met mijnen, redt hij diverse gewonde mannen met gevaar voor eigen leven. Na het incident in de boomgaard krijgen de mannen weekendverlof. Ze reizen naar Nice en genieten van hun welverdiende rust. Loggins ontmoet de mooie Monique Blair, een Frans meisje van Amerikaanse afkomst. Ze brengen enige uren in elkaars gezelschap door, maar Monique houdt de boot af, ze heeft geen interesse in een volgend afspraakje. Na het weekend gaan de mannen weer terug naar het slagveld en de in de liefde teleurgestelde Loggins moet zich weer concentreren op de vijand. Tot zijn grote verbazing onderscheidt Harris zich weer door een vijandelijke bunker uit te schakelen. Hij overwint zijn afkeer van zijn korporaal en geeft hem een bevordering in het veld. Na een tijdje wordt het peloton weer afgelast en gaat Sam terug naar het restaurant waar hij Monique heeft ontmoet. Daar komt hij haar moeder tegen die hem voor het eten uitnodigt. Tijdens het eten vertelt Monique dat haar vader, die twee jaar geleden is gestorven, wezen en vluchtelingen in huis heeft genomen tijdens de bezetting. Sam wordt verliefd op haar en Monique laat zich nu kussen. Hij brengt nu elk verlof bij haar door en vraagt haar ten slotte ten huwelijk. Maar Monique schrikt en zegt dat ze alleen vriendschap wil. Als reden geeft ze dat haar vader zwart was en dat de meeste blanke Amerikanen zwarte mensen discrimineren. Als Loggins niets zegt, barst ze in tranen uit. Haar moeder legt uit dat zij en haar man ooit in Philadelphia woonden, maar naar Frankrijk zijn gevlucht vanwege de discriminatie die ze ondervonden als gemengd koppel. Sam die in de buurt van de New Yorkse wijk Harlem heeft gewoond, kent de discriminatie aan den lijve, alleen werd hij door de Afro-Amerikanen gediscrimineerd. Hij besluit om zijn vriendschap met Monique te herstarten en nodigt haar uit om mee te gaan naar een jazzclub in Nice. Daar is ook Britt Harris die trompet speelt in een jazzbandje. Monique is onder de indruk van de knappe en muzikale Britt en valt als een blok voor hem. Loggins is gelijk jaloers. De rest van het weekend gedragen Harris en Monique zich als verliefde tieners en raakt Sam zwaar gedeprimeerd. Als hij en Harris later in de week een veroverde bunker bemannen, bekent Harris dat hij van Monique houdt. Voor Loggins iets kan zeggen, worden ze geconfronteerd met hevig Duits artillerievuur. Ze trekken zich terug en Loggins vraagt toestemming om de bron van het artillerievuur te onderzoeken. In afwachting daarvan keren ze terug naar Nice en doet Britt een huwelijksaanzoek aan Monique. Sam vertrouwt het niet en laat Britt zijn belofte op papier zetten. Zijn wantrouwen blijkt terecht, want Britt probeert al snel onder het huwelijk uit te maken en noemt het een grapje. Als Sam hem dwingt om dit tegen Monique te zeggen, beledigt Britt het meisje vanwege haar huidskleur. In tranen rent Monique weg en ze doet een zelfmoordpoging die mislukt. Niet lang na dit incident krijgen Loggins en Harris toestemming voor hun nachtelijke verkenning naar het vijandelijke artillerievuur. Sam neemt zich voor Britt te doden tijdens de missie. Beide mannen sluipen door de vijandelijke linies en bereiken een Frans dorpje dat nog bezet is door de Duitsers. Ze beklimmen de klokkentoren van de kerk en seinen per radio de positie van de Duitse kanonnen door. Gelijk worden die posities door de Amerikaanse artillerie beschoten. Terwijl de mannen het Amerikaanse vuur per radio corrigeren, verontschuldigt Harris zich voor zijn gedrag en zegt dat hij geen ruggengraat heeft. Net als Sam wil antwoorden, wordt de toren bijna geraakt door het nog altijd niet goed ingeschoten Amerikaanse vuur. Beide mannen ontvluchten de klokkentoren maar worden gelijk beschoten door Duitse infanteristen. Britt sneuvelt en Sam wordt ingesloten. Op dat moment wordt het munitiedepot geraakt en het dorp verwoest. Loggins raakt bedolven onder het puin en wordt later bevrijd door oprukkende Amerikaanse soldaten. Sam moet zijn avontuur bekopen met het verlies van zijn arm. Hij wordt teruggebracht naar zijn eigen linies en verblijft vier maanden in het ziekenhuis. Eenmaal hersteld, besluit hij terug te gaan naar Amerika. Hij reist via Nice en bezoekt het huis van Monique. Haar moeder is inmiddels gestorven en Monique heeft de villa omgebouwd tot school voor oorlogswezen. In een van de klaslokalen zingen de wezen een liedje voor de Amerikaan om hem te bedanken voor zijn oorlogsinspanningen. Het liedje brengt een glimlach op het gezicht van Loggins en hij kijkt naar Monique die naar hem teruglacht. Het moment is daar om opnieuw te beginnen aan een romance.

## Rolverdeling
| Acteur        | Personage       |
| ------------- | --------------- |
| Frank Sinatra | Sam Loggins     |
| Tony Curtis   | Britt Harris    |
| Natalie Wood  | Monique Blair   |
| Leora Dana    | Mevrouw Blair   |
| Karl Swenson  | Kolonel Loggins |
| Ann Codee     | Brieux          |

## Productie
De film werd grotendeels in de VS opgenomen, onder andere in Monterey Country en het stadje Carmel in Californië en in en om de Villa Greenacres van Harold Lloyd in het zuiden van Californië. Greenacres moest de villa van Monique Blairs moeder voorstellen. Een aantal opnames werd op locatie gemaakt gemaakt aan de Franse Rivièra, Nice, Alpes-Maritimes, en Villefranche-sur-Mer. De jazzband die speelde in het Franse jazzcafé bestond uit een aantal jazzmuzikanten, zoals Red Norvo, Pete Candoli en Mel Lewis, die door Sinatra samen werden gebracht. Een klein foutje in de film is dat de jazz die is te horen meer jaren vijftig jazz is in plaats van de jazz van halverwege de jaren veertig.

## Antiracisme
"Kings Go Forth" werd gewaardeerd binnen de Afro-Amerikaanse gemeenschap in VS vanwege het antiracisme thema, al was er wel kritiek dat de blanke Natalie Wood, Monique speelde en niet een Afro-Amerikaanse. De publiciteit voor de film werd verzorgd door A. S. Young, een van de eerste Afro-Amerikaanse persagenten in de Amerikaanse filmindustrie. Hij zorgde ervoor dat Frank Sinatra een reclamespotje opnam gericht op het Afro-Amerikaanse publiek. In 1958 kreeg de film de Los Angeles Urban League Award voor zorg dragen voor een betere relatie tussen rassen.

## Historische betrouwbaarheid
Omdat "Kings Go Forth" speelt ten tijde van de Tweede Wereldoorlog moest de afdeling die verantwoordelijk was voor de aankleding van de film zich verdiepen in de historische betrouwbaarheid van uniformen en voertuigen. Als in veel Hollywoodproducties over de oorlog komt men dan vaak niet verder dan 1940. De "Duitsers"  dragen dan meestal de uniformen die de Duitse infanteristen droegen tussen september 1939 en juni 1940 met helmen uit de Eerste Wereldoorlog, in plaats van de Feldbluse M42 uit 1942 met bijbehorende helm en hoge schoenen in plaats van laarzen. Dat is ook in deze film het geval. Ook zijn alle Duitse voertuigen beschilderd met een hakenkruis in een cirkel. Als Duitse voertuigen al een onderscheidingsteken droegen dan was dat het Duitse oorlogskruis, een zwart kruis, omlijnd met wit. Ook de Amerikanen zelf komen er niet best van af. Alle Amerikaanse voertuigen die worden gebruikt in de film zijn van de jaren vijftig.